# Hercegi címek a Brit-szigetek és Írország nemesi rendjeiben listája
Ez a cikk felsorolja az összes hercegi címet – fennálló, kihalt, szünetelő, vitatott vagy elkobzott – az angol, skót, brit, ír és az Egyesült Királyság nemesi rendjeiben.

## A hercegi cím rövid története

### Angol Királyság, Nagy Britannia és Egyesült Királyság
III. Eduárd angol király hozta létre Anglia első három hercegi címét (Cornwall, Lancaster és Clarence). Legidősebb fiát, Eduárdot, a Fekete Herceget, 1337-ben Cornwall hercegévé tette, így ő lett az első angol herceg. Két héttel Edward halála után a hercegi címet újból létrehozták kilencéves fia, Bordeaux-i Richárd számára, aki később nagyapja örökébe lépett II. Richárd néven. A Cornwall hercege címet viselők hivatalos megnevezésében nem szerepel sorszámozás.
A második hercegi címet eredetileg Henry of Grosmont, Lancaster első hercege kapta, de halála után újra létrehozták III. Eduárd harmadik fia, Genti János számára, aki így Lancaster első hercege lett. Ugyanezen a napon III. Eduárd hercegi címet adományozott második fiának, Lionel of Antwerp-nek, aki Clarence első hercege lett. Amikor II. Richárd nagykorúvá vált, egy napon emelte hercegi rangra utolsó két nagybátyját is: Langley-i Edmundot, aki York első hercege lett, valamint Thomas of Woodstock-ot, aki Gloucester első hercege lett.
Eredetileg a hercegi címeket azok számára hozták létre, akik királyi vérrel rendelkeztek, akár leszármazás, akár házasság révén (lásd alább a vezetéknevek listáját). A középkor végére, amelyet hagyományosan az 1485. augusztus 22-i Bosworthi csata zár le, összesen 31 hercegség jött létre (16 különböző címmel), ám ezek közül csak Cornwall, Lancaster és Suffolk maradt fenn. Cornwall hercegsége véglegesen a trónörököshöz kötődött, míg Lancaster hercegsége a Korona birtokába került.
Norfolk első hercege 1485-ben elesett a bosworthi csatában. Három évtizeddel később VIII. Henrik visszaállította a Norfolk hercegi címet az elhunyt herceg fiának. Így amikor I. Erzsébet hatalomra került, az egyetlen élő angol herceg Thomas Howard, Norfolk 4. hercege volt. Erzsébet nem hozott létre új hercegi címeket, Thomast 36 éves korában kivégeztette, mert összeesküvést szőtt a skót Mária királynővel való házasság és Erzsébet trónfosztása érdekében. 1572-re ez a nemesi osztály kihalt, és Erzsébet uralkodásának utolsó harminc évében nem voltak hercegek. Az angol nemesség fennmaradt hercegi címei mind a Stuart-korban jöttek létre (vagy lettek visszaállítva, mint Norfolk és Somerset esetében), kezdve I. Jakab 1623-as döntésével, amikor Buckingham hercegségét újra létrehozta George Villiers számára.
Cornwall és Lancaster hercegségének kivételével (amelyek jelentős területekkel járnak) Angliában minden hercegi címet királyi adománylevél vagy oklevél hozott létre és tartott fenn, nem pedig birtokjog. Ennek következtében a hercegi cím öröklésének szabályai általában kifejezetten meghatározottak az adománylevélben, és nem feltétlenül egységesek, illetve nem mindig egyeznek meg a szokásos öröklési törvényekkel. Például egy örökös nem feltétlenül az előző címviselő utódjaként örökli a hercegi címet, hanem az első címadományos leszármazottjaként. Így egy herceg törvényes leánya elé helyezhető egy féltestvéri kapcsolatban álló férfi rokon, amennyiben igazolni tudja közvetlen leszármazását az első címviselőtől.

### Skót Királyság
A hercegi címet, amely a főnemesség első és legmagasabb rangja, Skóciában először III. Róbert király hozott létre 1398. április 28-án, amikor legidősebb fiát, Dávidot Rothesay hercegévé tette. A címet – az angliai Cornwall hercege címhez hasonlóan – a trónörökös címének szánta. Csak egy 1469. november 27-i parlamenti törvény rendelkezett arról, hogy a Bute uradalom, valamint Rothesay vára és más birtokok hivatalosan is a skót királyok elsőszülött fiának birtokába kerüljenek. Ennek megfelelően azóta minden ilyen fiú, születésétől vagy apja trónra lépésétől kezdve, Rothesay hercege, Carrick grófja és Renfrew bárója, valamint Skócia hercege, valamint a Szigetek ura címet viselte.
A második skót hercegség szintén 1398. április 28-án jött létre, amikor Robert Stewartot, Fife grófját, Rothesay hercegének nagybátyját, Albany hercegévé tették. Az Albany név azokra a skót területekre utalt, amelyek a Clyde és a Forth folyótorkolatoktól északra helyezkedtek el.
Ahogyan Angliában, úgy Skóciában is a hercegi címeket kezdetben kizárólag a király közeli rokonai kapták, akár vérségi, akár házassági kapcsolat révén. Az első nem királyi családból származó személy, aki hercegi rangot kapott, David Lindsay, Crawford 5. grófja volt, akit 1488-ban Montrose hercegévé tettek – igaz, a cím nem volt örökölhető. A skót hercegi címek közül az utolsót, a Roxburghe hercegséget, 1707-ben hozták létre John Ker, Roxburghe 5. grófja számára.

### Írek
Összesen csak öt ír hercegség létezett. Az elsőt, Ormonde hercegségét, 1661-ben hozták létre, a legutolsót, Abercorn hercegségét, 1868-ban.

## Megszólítás és viselet

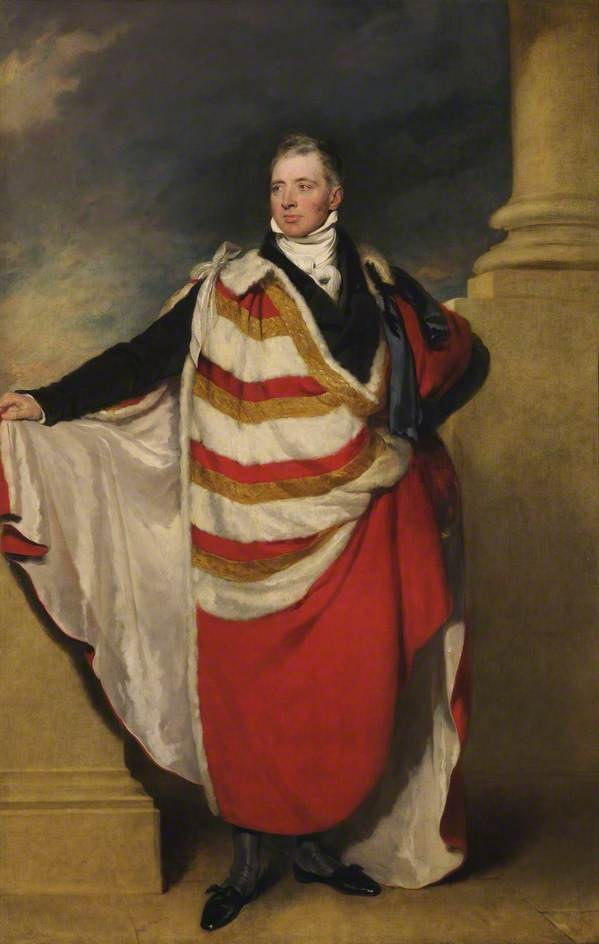
George Henry Fitzroy (1760–1844), Grafton 4. hercege

Egy nem királyi herceget Ő kegyelmessége és A legnemesebb megszólítás illeti meg. A Korona (Uralkodó) hivatalosan  Hűséges és Teljesen Szeretett Unokatestvérünk (angolul: Our Right Trusty and Right Entirely Beloved Cousin) formában szólítja meg. Ez a megszólítás IV. Henrik uralkodása alatt vált szokássá, mivel az uralkodó közvetlen családja révén minden gróffal rokoni vagy szövetségi kapcsolatban állt az országban.
Ha egy herceg vagy bármely más főrend a Titkos tanács (Privy Council) tagja, akkor a neve elé a "Tanácsos" (Counsellor) megjelölést illesztik. Bizonyos alkalmakkor a herceg a Leghatalmasabb, Nagyságos és Nemes Herceg (Most High, Potent and Noble Prince) cím használatára is jogosult.
A többi főnemeshez hasonlóan a hercegek is jogosultak koronázási és parlamenti palástra. A koronázási palást, amelyet nevéből adódóan kizárólag az uralkodó koronázásán viselnek, bíborbársonyból készül, fehér szőrmével szegélyezett, és a fehér szőrme galléron négy hermelinsoros díszítés található. A hercegnék hasonló koronázási palástot viselhetnek, amelyet öt hüvelyk széles fehér szőrmecsík szegélyez, és amelynek uszálya két yard hosszúságban terül el a földön.
A hercegek parlamenti palástja, amelyet a Parlament ünnepélyes megnyitóján, illetve egy új főrend bevezetési ceremóniáján viselnek, finom skarlátvörös posztóból készül, taftbéléssel. Négy hermelin- és aranycsíkozás díszíti, és a bal vállnál fehér szalaggal kötik meg.
Korona – Egy arany karika, amelyen nyolc arany eperlevél található; bíborbársony sapkával, amely hermelinszegéllyel van visszahajtva, és arany bojttal díszített.

## Hercegi címek listája
Királyi hercegség, a királyi család közvetlen tagja számára hozták létre.
      Létező nem király hercegség. Azonos név esetén az utolsó létrehozás.
A második oszlopban a zászló jelzi, melyik peerage-ben, főrendben hozták létre a címet. A felsorolás a rendezési sorrendet is mutatja:
 Angol Királyság 1337–1707
 Skót Királyság 1398–1707
 Nagy-Britannia Királysága 1707–1801
 Ír főrend 1661–1868
 Egyesült Királyság 1801-től
A cím viselő rendezésekor – értelemszerűen – a vezetéknév szerinti rendezés történik. A korai középkorban a családnevek használata nem volt megszokott. Az uralkodóházak tagjai sem feltétlenül használnak vezetéknevet. Ezekben az esetekben az uralkodóház nevekből képeztünk családnevet.
Prince: Szándékosan szerepel több személy neve előtt a prince szó, amely királyi herceget jelent. A nem királyi herceg megnevezésre az angol nyelvben külön szót használnak: duke. Erről bővebben Prince és duke: angol hercegi címek szócikkben olvashatsz.
Az M-mel jelölt oszlopban a címmel vagy első viselőjével kapcsolatos megjegyzések találhatók.

| Uralkodó                 | [ m 1 ] | Új cím                           | Létrejött  | Cím első viselője                                      | Állapot                                | M        |
| ------------------------ | ------- | -------------------------------- | ---------- | ------------------------------------------------------ | -------------------------------------- | -------- |
| III. Eduárd              | 1       | Cornwall hercege                 | 1337-02-09 | Edward of Woodstock Plantagenet                        | Létező                                 | [ m 2 ]  |
| III. Eduárd              | 1       | Lancaster hercege                | 1351-03-06 | Henry of Grosmont Plantagenet                          | Megszűnt (1361-03-13)                  |          |
| III. Eduárd              | 1       | Clarence hercege                 | 1362-11-13 | Lionel of Antwerp Plantagenet                          | Megszűnt (1368-10-17)                  |          |
| III. Eduárd              | 1       | Lancaster hercege                | 1362-11-13 | John of Gaunt Plantagenet                              | Visszaszállt a koronára (1399-09-30)   | [ m 3 ]  |
| III. Eduárd              | 1       | Cornwall hercege                 | 1376-11-20 | Richard of Bordeaux Plantagenet                        | Visszaszállt a koronára (1377-06-22)   | [ m 4 ]  |
| II. Richárd              | 1       | York hercege                     | 1385-08-06 | Edmund of Langley Plantagenet                          | Visszaszállt a koronára (1461-03-04)   | [ m 5 ]  |
| II. Richárd              | 1       | Gloucester hercege               | 1385-08-06 | Thomas of Woodstock Plantagenet                        | Elkobozták (1397-09-08)                |          |
| II. Richárd              | 1       | Írország hercege                 | 1386-10-13 | Robert de Vere                                         | Elkobozták (1388-02-03)                | [ m 6 ]  |
| II. Richárd              | 1       | Hereford hercege                 | 1397-09-29 | Henry of Bolingbroke Plantagenet                       | Visszaszállt a koronára (1399-09-30)   |          |
| II. Richárd              | 1       | Aumale hercege                   | 1397-09-29 | Edward of Norwich Plantagenet                          | Alacsonyabb címre váltott (1399-11-03) | [ m 7 ]  |
| II. Richárd              | 1       | Exeter hercege                   | 1397-09-29 | John Holland                                           | Alacsonyabb címre váltott (1399)       | [ m 8 ]  |
| II. Richárd              | 1       | Surrey hercege                   | 1397-09-29 | Thomas Holland                                         | Elkobozták (1399)                      | [ m 9 ]  |
| II. Richárd              | 1       | Norfolk hercege                  | 1397-09-29 | Thomas Mowbray                                         | Megszűnt (1476-01-17)                  | [ m 10 ] |
| II. Richárd              | 1       | Norfolk hercege                  | 1397-09-29 | Margaret Plantagenet                                   | Megszűnt (1400-03-24)                  | [ m 11 ] |
| IV. Henrik               | 1       | Lancaster hercege                | 1399-11-10 | Henry of Monmouth Plantagenet                          | Visszaszállt a koronára (1413-03-20)   | [ m 12 ] |
| IV. Henrik               | 1       | Clarence hercege                 | 1412-07-02 | Thomas of Lancaster Plantagenet                        | Megszűnt (1421-03-22)                  |          |
| V. Henrik                | 1       | Bedford hercege                  | 1414-05-16 | John of Lancaster Plantagenet                          | Megszűnt (1435-09-14)                  |          |
| V. Henrik                | 1       | Gloucester hercege               | 1414-05-16 | Humphrey of Lancaster Plantagenet                      | Megszűnt (1447-02-28)                  |          |
| V. Henrik                | 1       | Exeter hercege                   | 1416-11-18 | Thomas Beaufort (Plantagenet)                          | Megszűnt (1426-12-30)                  | [ m 13 ] |
| VI. Henrik               | 1       | Exeter hercege                   | 1443-01-06 | John Holland                                           | Elkobozták (1461-11-04)                | [ m 14 ] |
| VI. Henrik               | 1       | Somerset hercege                 | 1443-08-28 | John Beaufort (Plantagenet)                            | Megszűnt (1444-05-27)                  | [ m 15 ] |
| VI. Henrik               | 1       | Buckingham hercege               | 1444-09-14 | Humphrey Stafford                                      | Elkobozták (1521-05-17)                | [ m 16 ] |
| VI. Henrik               | 1       | Warwick hercege                  | 1445-04-05 | Henry Beauchamp                                        | Megszűnt (1446-06-11)                  |          |
| VI. Henrik               | 1       | Somerset hercege                 | 1448-03-31 | Edmund Beaufort, Somerset 2. hercege                   | Elkobozták (1464-04-03)                | [ m 17 ] |
| VI. Henrik               | 1       | Suffolk hercege                  | 1448-07-02 | William de la Pole                                     | ??? (1493-02-26)                       | [ m 18 ] |
| IV. Eduárd               | 1       | Clarence hercege                 | 1461-06-?? | George Plantagenet                                     | Elkobozták (1478-02-18)                |          |
| IV. Eduárd               | 1       | Gloucester hercege               | 1461-??-?? | Richard Plantagenet                                    | Visszaszállt a koronára (1483-06-22)   |          |
| IV. Eduárd               | 1       | Bedford hercege                  | 1470-01-05 | George Neville                                         | Alacsonyabb címre váltott (1478)       | [ m 19 ] |
| IV. Eduárd               | 1       | York hercege                     | 1474-05-28 | Richard of Shrewsbury Plantagenet                      | Megszűnt (1483)                        | [ m 20 ] |
| IV. Eduárd               | 1       | Norfolk hercege                  | 1477-06-12 | Richard of Shrewsbury Plantagenet                      | Megszűnt (1483)                        | [ m 21 ] |
| IV. Eduárd               | 1       | Bedford hercege                  | 1478-??-?? | George Plantagenet                                     | Megszűnt (1479)                        |          |
| III. Richárd             | 1       | Norfolk hercege                  | 1483-06-28 | John Howard                                            | Létező                                 | [ m 22 ] |
| VII. Henrik              | 1       | Bedford hercege                  | 1485-10-27 | Jasper Tudor                                           | Megszűnt (1495-12-21)                  |          |
| VII. Henrik              | 1       | York hercege                     | 1494-10-31 | Henry Tudor                                            | Visszaszállt a koronára (1509-04-21)   | [ m 23 ] |
| VII. Henrik              | 1       | Somerset hercege                 | 1499-02-24 | Edmund Tudor                                           | Megszűnt (1500-06-19)                  |          |
| VIII. Henrik             | 1       | Suffolk hercege                  | 1514-02-01 | Charles Brandon                                        | Megszűnt (1551-07-14)                  | [ m 24 ] |
| VIII. Henrik             | 1       | Richmond és Somerset hercege     | 1525-06-18 | Henry Fitzroy                                          | Megszűnt (1536-07-22)                  | [ m 25 ] |
| VI. Eduárd               | 1       | Somerset hercege                 | 1547-02-16 | Edward Seymour, Somerset 1. hercege                    | Létező                                 | [ m 26 ] |
| VI. Eduárd               | 1       | Northumberland hercege           | 1551-10-11 | John Dudley                                            | Elkobozták (1553-08-22)                |          |
| VI. Eduárd               | 1       | Suffolk hercege                  | 1551-10-11 | Henry Grey                                             | Elkobozták (1554-02-23)                | [ m 27 ] |
| I. Jakab                 | 1       | York hercege                     | 1605-01-06 | Charles Stuart                                         | Visszaszállt a koronára (1625-03-27)   | [ m 28 ] |
| I. Jakab                 | 1       | Richmond hercege                 | 1623-05-17 | Ludovic Stuart                                         | Megszűnt (1624-02-16)                  |          |
| I. Jakab                 | 1       | Buckingham hercege               | 1623-05-18 | George Villiers                                        | Megszűnt (1687-04-16)                  |          |
| I. Károly                | 1       | Richmond hercege                 | 1641-08-08 | James Stuart                                           | Megszűnt (1672-12-12)                  |          |
| I. Károly                | 1       | Cumberland hercege               | 1644-01-24 | Prince Rupert of the Rhine Wittelsbach                 | Megszűnt (1682-11-29)                  |          |
| I. Károly                | 1       | York hercege                     | 1644-01-27 | James Stuart                                           | Visszaszállt a koronára (1685-02-06)   |          |
| I. Károly                | 1       | Dudley hercegnője                | 1644-05-23 | Alice Dudley                                           | Megszűnt (1669-01-22)                  | [ m 29 ] |
| II. Károly               | 1       | Gloucester hercege               | 1659-05-13 | Henry Stuart                                           | Megszűnt (1660-09-13)                  |          |
| II. Károly               | 1       | Albemarle hercege                | 1660-07-07 | George Monck                                           | Megszűnt (1688-10-06)                  |          |
| II. Károly               | 1       | Monmouth hercege                 | 1663-02-14 | James Scott (törvénytelen Stuart)                      | Elkobozták (1685-07-15)                |          |
| II. Károly               | 1       | Cambridge hercege                | 1664-08-23 | James Stuart Stuart                                    | Megszűnt (1667-06-20)                  |          |
| II. Károly               | 1       | Newcastle hercege                | 1665-03-16 | William Cavendish Cavendish                            | Megszűnt (1691-07-26)                  |          |
| II. Károly               | 1       | Kendal hercege                   | 1666-??-?? | Charles Stuart                                         | Megszűnt (1667-05-22)                  |          |
| II. Károly               | 1       | Cambridge hercege                | 1667-10-07 | Edgar Stuart                                           | Megszűnt (1671-06-08)                  |          |
| II. Károly               | 1       | Cleveland hercege                | 1670-08-03 | Barbara Palmer Villiers, Fitzroy (törvénytelen Stuart) | Megszűnt (1774-05-18)                  | [ m 30 ] |
| II. Károly               | 1       | Portsmouth hercegnője            | 1673-08-19 | Louise de Kérouaille Penancoët de Kérouaille           | Megszűnt (1734-11-14)                  | [ m 31 ] |
| II. Károly               | 1       | Richmond hercege                 | 1675-08-09 | Charles Lennox (törvénytelen Stuart)                   | Létező                                 | [ m 32 ] |
| II. Károly               | 1       | Southampton hercege              | 1675-09-10 | Charles Fitzroy (törvénytelen Stuart)                  | Megszűnt (1774-05-18)                  | [ m 33 ] |
| II. Károly               | 1       | Grafton hercege                  | 1675-09-11 | Henry FitzRoy, Grafton 1. hercege                      | Létező                                 |          |
| II. Károly               | 1       | Ormonde hercege                  | 1682-11-09 | James Butler                                           | Elkobozták (1715-08-20)                | [ m 34 ] |
| II. Károly               | 1       | Beaufort hercege                 | 1682-12-02 | Henry Somerset, Beaufort 1. hercege                    | Létező                                 | [ m 35 ] |
| II. Károly               | 1       | Northumberland hercege           | 1683-04-06 | George Fitzroy (törvénytelen Stuart)                   | Megszűnt (1716-07-03)                  |          |
| II. Károly               | 1       | St Albans hercege                | 1684-01-10 | Charles Beauclerk, St Albans 1. hercege                | Létező                                 |          |
| II. Jakab                | 1       | Berwick hercege                  | 1687-03-19 | James (törvénytelen Stuart)                            | ismeretlen                             | [ m 36 ] |
| III. Vilmos és II. Mária | 1       | Cumberland hercege               | 1689-04-09 | Prince George of Denmark Oldenburg-ház                 | Megszűnt (1708-10-28)                  |          |
| III. Vilmos és II. Mária | 1       | Bolton hercege                   | 1689-04-09 | Charles Paulet                                         | Megszűnt (1794-12-25)                  |          |
| III. Vilmos és II. Mária | 1       | Schomberg hercege                | 1689-04-10 | Frederick Schomberg                                    | Megszűnt (1719-07-05)                  | [ m 37 ] |
| III. Vilmos és II. Mária | 1       | Shrewsbury hercege               | 1694-04-30 | Charles Talbot                                         | Megszűnt (1718-02-01)                  |          |
| III. Vilmos és II. Mária | 1       | Leeds hercege                    | 1694-05-04 | Thomas Osborne                                         | Megszűnt (1964-03-20)                  |          |
| III. Vilmos és II. Mária | 1       | Bedford hercege                  | 1694-05-11 | William Russell                                        | Létező                                 |          |
| III. Vilmos és II. Mária | 1       | Devonshire hercege               | 1694-05-12 | William Cavendish                                      | Létező                                 |          |
| III. Vilmos és II. Mária | 1       | Newcastle hercege                | 1694-05-14 | John Holles                                            | Megszűnt (1711-07-15)                  |          |
| Anna                     | 1       | Marlborough hercege              | 1702-12-14 | John Churchill                                         | Létező                                 |          |
| Anna                     | 1       | Buckingham és Normanby hercege   | 1703-03-23 | John Sheffield                                         | Megszűnt (1735-10-30)                  |          |
| Anna                     | 1       | Rutland hercege                  | 1703-03-29 | John Manners                                           | Létező                                 |          |
| Anna                     | 1       | Montagu hercege                  | 1705-04-14 | Ralph Montagu                                          | Megszűnt (1749-07-16)                  |          |
| Anna                     | 1       | Cambridge hercege                | 1706-11-09 | György Hanover-ház                                     | Visszaszállt a koronára (1727-06-11)   | [ m 38 ] |
| III. Róbert              | 2       | Rothesay hercege                 | 1398-04-28 | David Stewart                                          | Létező                                 | [ m 39 ] |
| III. Róbert              | 2       | Albany hercege                   | 1398-04-28 | Robert Stewart                                         | Elkobozták (1425-05-24)                |          |
| II. Jakab                | 2       | Albany hercege                   | 1457-??-?? | Alexander Stewart                                      | Megszűnt (1536-06-02)                  | [ m 40 ] |
| III. Jakab               | 2       | Ross hercege                     | 1488-01-29 | James Stewart                                          | Megszűnt (1504-01-17)                  |          |
| III. Jakab               | 2       | Montrose hercege                 | 1488-05-18 | David Lindsay                                          | Létező                                 | [ m 41 ] |
| V. Jakab                 | 2       | Ross hercege                     | 1514-??-?? | Alexander Stewart                                      | Megszűnt (1515-12-18)                  | [ m 42 ] |
| V. Jakab                 | 2       | Albany hercege                   | 1541-??-?? | Arthur Stewart                                         | Megszűnt (1541)                        | [ m 43 ] |
| Stuart Mária             | 2       | Albany hercege                   | 1565-07-20 | Henry Stewart                                          | Visszaszállt a koronára (1567-07-24)   |          |
| Stuart Mária             | 2       | Orkney hercege                   | 1567-05-12 | James Hepburn                                          | Elkobozták (1567-12-29)                |          |
| VI. Jakab                | 2       | Lennox hercege                   | 1581-08-05 | Esmé Stewart                                           | Megszűnt (1672-12-12)                  | [ m 44 ] |
| VI. Jakab                | 2       | Albany hercege                   | 1600-12-23 | Charles Stewart                                        | Visszaszállt a koronára (1625-03-27)   | [ m 45 ] |
| VI. Jakab                | 2       | Kintyre és Lorne hercege         | 1602-??-?? | Robert Bruce Stewart                                   | Megszűnt (1602)                        |          |
| I. Károly                | 2       | Hamilton hercege                 | 1643-04-12 | James Hamilton                                         | Létező                                 |          |
| II. Károly               | 2       | Hamilton hercege                 | 1660-09-20 | William Douglas (Hamilton)                             | Megszűnt (1694-04-18)                  | [ m 46 ] |
| II. Károly               | 2       | Albany hercege                   | 1660-12-31 | Jakab Stewart                                          | Visszaszállt a koronára (1685-02-06)   | [ m 47 ] |
| II. Károly               | 2       | Buccleuch hercege                | 1663-04-20 | James Scott                                            | Elkobozták (1685-07-15)                | [ m 48 ] |
| II. Károly               | 2       | Buccleuch hercege                | 1663-04-20 | Anne Scott                                             | Létező                                 |          |
| II. Károly               | 2       | Lauderdale hercege               | 1672-05-01 | Charles Maitland                                       | Megszűnt (1682-08-24)                  |          |
| II. Károly               | 2       | Lennox hercege                   | 1675-09-09 | Esmé Lennox                                            | Létező                                 |          |
| II. Károly               | 2       | Rothes hercege                   | 1680-05-29 | John Leslie                                            | Megszűnt (1681-07-27)                  |          |
| II. Károly               | 2       | Gordon hercege                   | 1684-11-03 | George Gordon                                          | Megszűnt (1836-05-28)                  |          |
| II. Károly               | 2       | Queensberry hercege              | 1684-11-03 | William Douglas                                        | Létező                                 |          |
| II. Vilmos               | 2       | Argyll hercege                   | 1701-06-23 | Archibald Campbell                                     | Létező                                 |          |
| Anna                     | 2       | Douglas hercege                  | 1703-04-10 | Archibald Douglas                                      | Megszűnt (1761-07-21)                  |          |
| Anna                     | 2       | Atholl hercege                   | 1703-06-30 | John Murray                                            | Létező                                 |          |
| Anna                     | 2       | Montrose hercege                 | 1707-04-24 | James Graham                                           | Létező                                 |          |
| Anna                     | 2       | Roxburghe hercege                | 1707-04-25 | John Ker                                               | Létező                                 | [ m 49 ] |
| Anna                     | 3       | Dover hercege                    | 1708-05-26 | James Douglas                                          | Megszűnt (1778-10-22)                  | [ m 50 ] |
| Anna                     | 3       | Kent hercege                     | 1710-04-28 | Henry Grey                                             | Megszűnt (1740-06-05)                  |          |
| Anna                     | 3       | Brandon hercege                  | 1711-09-10 | James Hamilton                                         | Létező                                 | [ m 51 ] |
| Anna                     | 3       | Ancaster és Kesteven hercege     | 1715-07-26 | Robert Bertie                                          | Megszűnt (1809-02-08)                  |          |
| Anna                     | 3       | Kingston-upon-Hull hercege       | 1715-08-10 | Evelyn Pierrepont                                      | Megszűnt (1773-09-23)                  |          |
| Anna                     | 3       | Newcastle hercege                | 1715-08-11 | Thomas Pelham-Holles                                   | Megszűnt (1768-11-17)                  | [ m 52 ] |
| Anna                     | 3       | York és Albany hercege           | 1716-07-05 | Ernest Augustus Hanover-ház                            | Megszűnt (1728-08-14)                  |          |
| Anna                     | 3       | Portland hercege                 | 1716-07-06 | Henry Bentinck                                         | Megszűnt (1990-07-30)                  |          |
| Anna                     | 3       | Wharton hercege                  | 1718-01-28 | Philip Wharton                                         | Megszűnt (1731-05-31)                  |          |
| Anna                     | 3       | Kendal hercegnője                | 1719-03-19 | Melusine von der Schulenburg                           | Megszűnt (1743-05-10)                  | [ m 53 ] |
| Anna                     | 3       | Greenwich hercege                | 1719-04-27 | John Campbell                                          | Megszűnt (1743-10-04)                  | [ m 54 ] |
| Anna                     | 3       | Manchester hercege               | 1719-04-28 | Charles Montagu                                        | Létező                                 |          |
| Anna                     | 3       | Chandos hercege                  | 1719-04-29 | James Brydges                                          | Megszűnt (1789-09-29)                  |          |
| Anna                     | 3       | Dorset hercege                   | 1720-06-17 | Lionel Cranfield Sackville                             | Megszűnt (1843-07-29)                  |          |
| Anna                     | 3       | Bridgewater hercege              | 1720-06-18 | Scroop Egerton                                         | Megszűnt (1803-03-08)                  |          |
| Anna                     | 3       | Edinburgh hercege                | 1726-07-26 | Frederick walesi herceg Hanover-ház                    | Visszaszállt a koronára (1760-10-25)   | [ m 55 ] |
| Anna                     | 3       | Cumberland hercege               | 1726-07-27 | Prince William Hanover-ház                             | Megszűnt (1765-10-31)                  |          |
| II. György               | 3       | Newcastle hercege                | 1756-11-17 | Thomas Pelham-Holles                                   | Megszűnt (1988-12-25)                  | [ m 56 ] |
| II. György               | 3       | York és Albany hercege           | 1760-04-01 | Edward Augustus Hanover-ház                            | Megszűnt (1767-09-17)                  |          |
| III. György              | 3       | Gloucester és Edinburgh hercege  | 1764-11-19 | Prince William Henry Hanover-ház                       | Megszűnt (1834-11-30)                  |          |
| III. György              | 3       | Northumberland hercege           | 1766-10-22 | Hugh Percy                                             | Létező                                 |          |
| III. György              | 3       | Cumberland és Strathearn hercege | 1766-10-22 | Prince Henry Frederick Hanover-ház                     | Megszűnt (1790-09-18)                  |          |
| III. György              | 3       | Montagu hercege                  | 1766-11-05 | George Montagu                                         | Megszűnt (1790-05-23)                  |          |
| III. György              | 3       | York és Albany hercege           | 1784-11-29 | Frigyes királyi herceg Hanover-ház                     | Megszűnt (1827-01-05)                  |          |
| III. György              | 3       | Clarence és St Andrews hercege   | 1789-05-20 | Prince William Henry Hanover-ház                       | Visszaszállt a koronára (1830-06-26)   |          |
| III. György              | 3       | Kent és Strathearn hercege       | 1799-04-24 | Prince Edward Augustus Hanover-ház                     | Megszűnt (1820-01-23)                  |          |
| III. György              | 3       | Cumberland és Teviotdale hercege | 1799-04-24 | Ernest Augustus Hanover-ház                            | Felfüggesztve (1919-03-28)             |          |
| II. Károly               | 4       | Ormonde hercege                  | 1661-03-30 | James Butler                                           | Megszűnt (1758-12-17)                  | [ m 57 ] |
| III. Vilmos              | 4       | Leinster hercege                 | 1691-03-03 | Meinhardt Schomberg                                    | Megszűnt (1719-07-16)                  | [ m 58 ] |
| I. György                | 4       | Kendal hercegnője                | 1716-07-18 | Melusine von der Schulenburg                           | Megszűnt (1743-05-10)                  | [ m 59 ] |
| III. György              | 4       | Leinster hercege                 | 1766-11-26 | James FitzGerald                                       | Létező                                 |          |
| Viktória                 | 4       | Abercorn hercege                 | 1868-08-10 | James Hamilton                                         | Létező                                 |          |
| III. György              | 5       | Sussex hercege                   | 1801-11-27 | Prince Augustus Frederick Hanover-ház                  | Megszűnt (1843-04-21)                  |          |
| III. György              | 5       | Cambridge hercege                | 1801-11-27 | Prince Adolphus Hanover-ház                            | Megszűnt (1904-03-17)                  |          |
| III. György              | 5       | Wellington hercege               | 1814-05-11 | Arthur Wellesley                                       | Létező                                 |          |
| IV. György               | 5       | Buckingham és Chandos hercege    | 1822-02-04 | Richard Temple-Nugent-Brydges-Chandos-Grenville        | Megszűnt (1889-03-26)                  |          |
| IV. Vilmos               | 5       | Sutherland hercege               | 1833-01-28 | George Leveson-Gower                                   | Létező                                 |          |
| IV. Vilmos               | 5       | Cleveland hercege                | 1833-01-29 | William Vane                                           | Megszűnt (1891-08-21)                  |          |
| Viktória                 | 5       | Inverness hercegnője             | 1840-04-10 | Cecilia Underwood                                      | Megszűnt (1891-08-21)                  | [ m 60 ] |
| Viktória                 | 5       | Edinburgh hercege                | 1866-05-24 | Alfred Szász–Coburg–Gothai-ház                         | Megszűnt (1900-07-30)                  |          |
| Viktória                 | 5       | Westminster hercege              | 1874-02-27 | Hugh Grosvenor                                         | Létező                                 |          |
| Viktória                 | 5       | Connaught és Strathearn hercege  | 1874-05-24 | Prince Arthur Szász–Coburg–Gothai-ház                  | Megszűnt (1943-04-26)                  |          |
| Viktória                 | 5       | Gordon hercege                   | 1876-01-13 | Charles Gordon-Lennox                                  | Létező                                 | [ m 61 ] |
| Viktória                 | 5       | Albany hercege                   | 1881-05-24 | Prince Leopold Szász–Coburg–Gothai-ház                 | Felfüggesztve (1919-03-28)             |          |
| Viktória                 | 5       | Fife hercege                     | 1889-07-29 | Alexander Duff                                         | Megszűnt (1912-01-29)                  | [ m 62 ] |
| Viktória                 | 5       | Clarence és Avondale hercege     | 1890-05-24 | Prince Albert Victor Szász–Coburg–Gothai-ház           | Megszűnt (1892-01-14)                  |          |
| Viktória                 | 5       | Argyll hercege                   | 1892-04-07 | George Campbell                                        | Létező                                 | [ m 63 ] |
| Viktória                 | 5       | York hercege                     | 1892-05-24 | Prince George of Wales Szász–Coburg–Gothai-ház         | Visszaszállt a koronára (1910-05-06)   | [ m 64 ] |
| Viktória                 | 5       | Fife hercege                     | 1900-04-24 | Alexander Duff                                         | Létező                                 |          |
| V. György                | 5       | York hercege                     | 1920-06-05 | Prince Albert Windsor-ház                              | Visszaszállt a koronára (1936-12-11)   |          |
| V. György                | 5       | Gloucester hercege               | 1928-03-31 | Prince Henry Windsor-ház                               | Létező                                 |          |
| V. György                | 5       | Kent hercege                     | 1934-10-12 | Prince George Windsor-ház                              | Létező                                 |          |
| VI. György               | 5       | Windsor hercege                  | 1937-03-08 | Prince Edward Windsor-ház                              | Megszűnt (1972-05-28)                  |          |
| VI. György               | 5       | Edinburgh hercege                | 1947-11-20 | Prince Philip Mountbatten                              | Visszaszállt a koronára (2022-09-08)   |          |
| II. Erzsébet             | 5       | York hercege                     | 1986-07-23 | Prince Andrew Windsor-ház                              | Létező                                 |          |
| II. Erzsébet             | 5       | Cambridge hercege                | 2011-04-29 | Prince William Windsor-ház                             | Létező                                 | [ m 65 ] |
| II. Erzsébet             | 5       | Sussex hercege                   | 2018-05-19 | Prince Harry Windsor-ház                               | Létező                                 |          |
| III. Károly              | 5       | Edinburgh hercege                | 2023-10-03 | Prince Edward Windsor-ház                              | Létező                                 | [ m 66 ] |

## Fordítás
- Ez a szócikk részben vagy egészben  a   List of dukedoms in the peerages of Britain and Ireland című angol Wikipédia-szócikk ezen változatának fordításán alapul.  Az eredeti cikk szerkesztőit annak laptörténete sorolja fel. Ez a jelzés csupán a megfogalmazás eredetét és a szerzői jogokat jelzi, nem szolgál a cikkben szereplő információk forrásmegjelöléseként.